# مايكل بيتكوفيتش
مايكل بيتكوفيتش (بالإنجليزية: Michael Petkovic)‏، من مواليد 16 يوليو 1976 في فريمانتل في أستراليا، لاعب كرة قدم أسترالي.
بدأ مسيرته الكروية مع نادي ساوث ميلبورن في عام 1995، ولعب معهم حتى عام 1999، وشارك معهم في 101 مباراة، وفي موسم 1999/2000 انتقل إلى نادي ستراسبورغ الفرنسي، وفي عام 2000 عاد إلى نادي ساوث ميلبورن، ولعب معهم حتى عام 2002، وشارك معهم في 56 مباراة، وفي عام 2002 انتقل إلى نادي ترانزبور التركي، ولعب معهم حتى عام 2005، وشارك معهم في 85 مباراة، ومنذ عام 2005 وهو يلعب مع نادي سيفاسبور التركي.
و قد بدأ باللعب مع منتخب أستراليا لكرة القدم في عام 2001.

## روابط خارجية
- مايكل بيتكوفيتش على موقع الاتحاد الدولي (مؤرشف)  (الإنجليزية)
- مايكل بيتكوفيتش على موقع اتحاد تركيا (لاعب) (الإنجليزية)
- مايكل بيتكوفيتش على موقع قاعدة بيانات كرة القدم.إي يو (الإنجليزية)
- مايكل بيتكوفيتش على موقع ناشيونال فوتبول تيمز (الإنجليزية)
- مايكل بيتكوفيتش على موقع عالم كرة القدم.نت (الإنجليزية)
- مايكل بيتكوفيتش على موقع أوليمبيديا (الإنجليزية)
- مايكل بيتكوفيتش على موقع اللجنة الأولمبية الأسترالية (الإنجليزية)